# Le Petit Peuple du bitume
Albums de Daran
Pêcheur de pierres Couvert de poussière
Le petit peuple du bitume est le sixième album de Daran, sorti le 29 janvier 2007.

## Titres
1. Le petit peuple du bitume
2. La télévision
3. Mort ou vif
4. Belle comme
5. Gala, gala, etc...
6. Le mouvement des marées
7. Au moins
8. Caméra de surveillance
9. bonus track